# Nubhetepti
Nubhetepti fue la segunda Gran Esposa Real de la historia egipcia y la primera mujer de la Dinastía XIII en portar dicho título.
Nubhetepti (qué significa, "El oro Hathor está satisfecha") fue una antigua reina egipcia durante la dinastía XIII a finales del Imperio Medio.
Se desconoce su esposo. Sin embargo, el rey Hor tenía una hija llamada Nubhetepti-khered. Esto se traduce como Nubhetepti-la-niña e indica que había otra Nubhetepti (la cual era la mayor) en esa misma época. Por ello, se ha argumentado que Nubhetepti era la esposa del faraón Hor I y quizás la madre de la princesa Nubhetepti-khered.
Ryholt (1997:218) divide los escarabajos con títulos pertenecientes a la reina Nubhotepti en Tipo A (Esposa del Rey, Madre del Rey) y Tipo B (Esposa del Gran Rey, Aquella que está unida a la Corona Blanca). Los escarabajos de Tipo A parecen haberse usado antes que los de Tipo B. La pregunta es si existe una sola reina Nubhotepti o dos reinas: Nubhotepti A y Nubhotepti B. Además, está la hija del rey, Nubhotepti-Khered (Nubhotepti-la niña/menor). Se ha sugerido que el rey Hor estuvo casado con la reina Nubhotepti, y que Nubhotepti-Khered podría haber sido su hija.